# プレス加工
プレス加工（プレスかこう、英: stamping）は、対となった工具の間に素材をはさみ、工具によって強い力を加えることで、素材を工具の形に成形（塑性加工）すること。一般には対となった工具のことを金型、加圧する機械のことをプレス機械と呼ぶ。

## 概説
この加工方法では、加工に使用するプレス機械や、行う加工の内容にもよるが、一般的にプレス加工は他の機械加工と比較して、生産性が高いことから大量生産に向いているほか、連続加工も可能である。多くの場合では、この連続的な加工を自動化させやすく、更に生産性の向上も期待できる。
また連続加工することで、そのまま組み付け可能な部品（機械要素）を製造可能である。鋼板などに対する金属加工の場合は、プレス加工によって製造された金属部品が、多くの工業製品の主要な構造要素（フレームなど）としても用いられている。
基本的にプレス加工は塑性（柔軟で、一度固定された形が維持されること）があれば大抵の素材に利用できるが、特に金属加工（板金加工）のものがよく知られており、金属板を立体的に変形させることで、様々な工業製品が製造されている。
プレス加工の最も原始的な形は、鍛造に求めることができる。この中では、金属を一度で変形させるには力不足だが、連続的に叩くことで段階をおって金属の形状を加工する。プレス加工では、プレス機械という大きな圧力を発生させる装置で一度に大幅な加工を可能としているが、それでも金属加工の種類によっては数段階に加工手順を分け、任意の形に変形させる手法が取られる。